# Bakarski zaljev
Bakarski zaljev je zaljev na Kvarneru, u sjevernom Jadranu, južno od Rijeke.

## Zemljopis
Bakarski zaljev, najveći zaljev Kvarnerskoga primorja; dug 4,6 km, širok do 1,1 km, dubok do 40 m. Dio je potopljene Vinodolske udoline dinarskoga smjera pružanja (sjeverozapad–jugoistok). S Riječkim zaljevom veže ga 0,3 km širok morski prolaz.
U zaljevu se nalaze 2 naselja - grad Bakar na sjeveru te mjesto Bakarac na jugu. Na izlazu iz zaljeva je grad Kraljevica.
Zaljevom prolazi jadranska magistrala.
Bakarski zaljev je dugo bio poznat po velikoj zagađenosti koju je stvarala koksara u Bakru, koja je zatvorena krajem 20. stoljeća.
U zaljev uplovljavaju brodovi za sipki teret nosivosti do 100 000 brt.

## Vanjske poveznice
|  | Zajednički poslužitelj ima još gradiva o temi Bakarski zaljev |